# Elisabeth Rothschuh
Elisabeth Clara Victorie Emma Rothschuh (* 5. März 1893 in Berlin; † 7. September 1987 in Berlin-Schöneberg) war eine der ersten Bediensteten der preußischen Weiblichen Kriminalpolizei (WKP).

## Leben

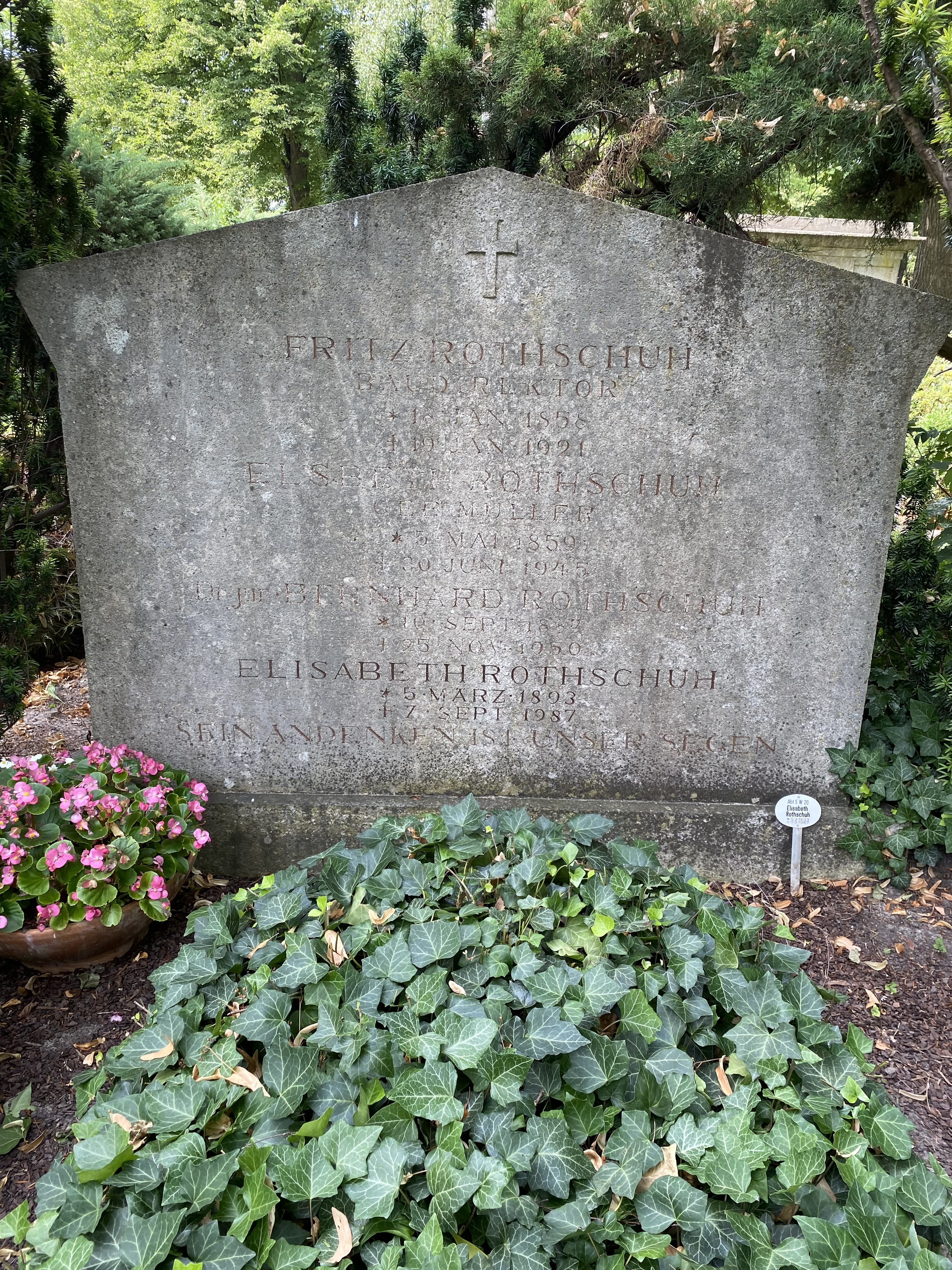
Grabstätte auf dem Friedhof Dahlem

Elisabeth Rothschuh wurde in Berlin geboren, jedoch wuchs sie als Kind und Jugendliche mit ihrer Familie im Ausland auf. Grund dafür war die Auslandstätigkeit des Vaters, der als Ingenieur beim Bau der Bagdad-Bahn mitwirkte. Somit lebte die Familie unter anderem in Konya und in New York City. Durch ihre multikulturell geprägte Kind- und Jugendzeit besuchte sie deutsch,- französisch- und englischsprachige Schulen. Nachdem die Familie 1911 wieder nach Berlin gezogen war, besuchte Elisabeth Rothschuh 1914 einen Samariterkurs. Im Rahmen dieses übernimmt sie ab 1917 die Aufgabe der Jugendfürsorge des Roten Kreuzes für Kinder während und nach dem Ersten Weltkrieg. Neben der Jugendfürsorge übernahm Elisabeth Rothschuh auch Aufgaben der Verwaltung bezüglich der Verschickung von Kindern zur Erholung nach Schweden und Dänemark. Ab den 1920er Jahren übernahm sie zudem in ihrem privaten Umfeld die Pflege ihrer kranken Mutter.

## Karriere
1924/1925 absolvierte Elisabeth Rothschuh im Rahmen eines Examenskursus der Sozialen Frauenschule der Inneren Mission die Prüfung zur Wohlfahrtspflegerin in der Jugendfürsorge. In diesem Umfeld sammelte sie bereits praktische Erfahrungen 1925 während eines Praktikums und 1926 auf einer befristeten Stelle im Bezirksamt. Nach diesen Tätigkeiten fiel ihre Entscheidung, sich als eine der ersten für die neu gegründete weibliche Kriminalpolizei zu melden, woraufhin sie 1926 als Beamtin in den Berliner Polizeidienst eintrat. Ihre wohlfahrtspflegerische Ausbildung kam ihr insofern zugute, als dass sie bei der WKP die Tätigkeit der Gefährdetenfürsorge für weibliche Jugendliche übernahm. Nach der Gründung der Fachgruppe der evangelischen Wohlfahrtspflegerinnen 1926 wurde Elisabeth Rothschuh zur stellvertretenden Vorsitzenden. Ihre Aufgaben bestanden unter anderem darin, sich um die Organisation der Tagung der Fachgruppe Weibliche Polizei des Deutschen Verbands der Sozialbeamtinnen, des Vereins katholischer deutscher Sozialbeamtinnen und des Verbands der Evangelischen Wohlfahrtspflegerinnen Deutschlands zu kümmern. Neben ihrem Engagement bezüglich der Gründung eines Einheitsverbandes für Polizistinnen veröffentlichte sie ebenso Vorträge und sammelte bzw. archivierte Materialien zur weiblichen Polizei. Innerhalb der WKP lernte sie Clara Reichelt kennen, die auch zu einer engen Freundin wurde. Auf Grundlage der privaten Dokumente von Elisabeth Rothschuh kann außerdem davon ausgegangen werden, dass die Beziehung zwischen den beiden Frauen als eine Partnerschaft anzusehen war.
Nachdem sie sich in der WKP etablieren konnte, bestand sie 1932 die Prüfung zur Kriminalkommissarin. Allerdings schaffte Elisabeth Rothschuh es nicht wie einige ihrer Kolleginnen, weiter aufzusteigen, und blieb auf ihrer Position der Kriminalbezirkssekretärin. Eine mögliche Erklärung dafür findet sich in den strengen Kriterien der Stellen zur Kosteneinsparung bei der WKP. "Alle konfessionell gebundenen Beamtinnen wurden [...] von einer Beförderung ausgeschlossen". Da Elisabeth Rothschuh evangelischer Konfession war, fiel sie unter das Beförderungsstopp der WKP. Mit dem Kriegsende verlor Elisabeth Rothschuh ihre Beschäftigung bei der Polizei und war daraufhin zunächst bei der Inneren Mission tätig. 1952 erfolgte die Wiedereinstellung in den Polizeidienst, allerdings ging sie bereits im Folgejahr in den Ruhestand.

## Rolle im Nationalsozialismus
Im Zuge der nationalsozialistischen Machtübernahme 1933 erfolgte eine Neuordnung der WKP, woraufhin sich diese an den nationalsozialistischen Rassenideologien orientierte. Im Hinblick darauf übernahm die WKP als Institution nun Aufgaben wie KZ-Transporte, Durchsuchungen und Meldungen von jüdischen Frauen. Obwohl Elisabeth Rothschuh weder eine Anhängerin der NSDAP, noch in einem Konzentrationslager beschäftigt war, trug sie durch ihre Passivität und Widerstandslosigkeit zu den Geschehnissen während der NS-Zeit bei. Statt sich gegen die nationalsozialistischen Praktiken aufzulehnen, machte sie in ihren Berichten deutliche antisemitische Äußerungen. Kurz nach deren Veröffentlichung wurde sie 1943 befördert, womit sie die Position einer Kommissarin erlangte und folglich die höhere Besoldung erhielt. 1951 wurde Elisabeth Rothschuh neben vielen weiteren Beamten, die während der NS-Zeit tätig waren, auf Grund der neuen Gesetzeslage wieder eingestellt. Dies erfolgte auf Basis des 131er-Gesetzes, welches bestimmte, dass lediglich die Hauptschuldigen und Belastete der NS-Zeit nicht wieder eingestellt werden und auch keine Ruhestandsbezüge erhalten sollten.